# Simone Bachini
Simone Bachini (Siena, 20 maggio 1969) è un produttore cinematografico italiano.

## Biografia
Laureato in biologia molecolare all'Università degli Studi di Siena, nel 2002 diventa direttore generale dell'Aranciafilm e successivamente della Apapaja, case di distribuzione e produzione cinematografica con sede a Bologna. Le prime produzioni si avvalgono della collaborazione del regista Giorgio Diritti.

## Filmografia
- Il vento fa il suo giro, regia di Giorgio Diritti (2005)
- L'uomo che sconfisse il boogie, regia di Davide Cocchi (2006)
- L'uomo che verrà, regia di Giorgio Diritti (2009)
- Un giorno devi andare, regia di Giorgio Diritti (2013)
- Il treno va a Mosca, regia di Michele Manzolini e Federico Ferrone (2013)
- Fedele alla linea, regia di Germano Maccioni (2013)
- Qualcosa di noi, regia di Wilma Labate (2014)
- La strada dei Samouni, regia di Stefano Savona (2018)
- Scuola in mezzo al mare, regia di Gaia Russo Frattasi (2018)
- Il Vegetariano, regia di Roberto San Pietro (2019)

## Riconoscimenti e premi

### David di Donatello
- 2005 - candidatura a Miglior produttore per Il vento fa il suo giro
- 2010 - Miglior produttore per L'uomo che verrà

### Nastro d'argento
- 2010 - miglior produttore per L'uomo che verrà
- 2013 - candidatura a miglior produttore per Un giorno devi andare

### Ciak d'oro
- 2008 - candidatura a miglior produttore per Il vento fa il suo giro
- 2010 - miglior produttore per L'uomo che verrà[2]